# 2760 Kacha
2760 Kacha este un asteroid din centura principală, descoperit pe 8 octombrie 1980 de Liudmila Juravliova.